# Брит Олам
Брит Ола́м, Всемирный центр Бней Ноах («сыновей Ноя») (ивр. ברית עולם - המרכז העולמי לבני נח‎) — международная неправительственная организация. Деятельность центра, расположенного в Иерусалиме, заключается в распространении информации о движении ноахизма («иудаизма для неевреев») и создании учебных материалов для «сыновей Ноя» во всем мире. Центр был основан в 2011 году израильским раввином-философом Ури Шерки, одним из лидеров религиозно-сионистского направления, который возглавляет эту организацию до настоящего времени (2025 год).
В мире существуют и другие организации, объединяющие «сыновей Ноя», однако Брит Олам была создана с целью стать официальным представителем Государства Израиль для народов мира.

## Идеология и цели
Центр был создан по просьбе «сыновей Ноя», ищущих раввинское руководство, чтобы жить в соответствии с волей Бога Израиля, не переходя в иудаизм, а также с целью распространения универсального послания иудаизма. Центр поддерживает контакт с десятками общин Бней Ноах и отдельными их членами в более чем 70 странах мира.
Организация Брит Олам подчеркивает универсальное послание иудаизма — идею, которую развивает в своей деятельности раввин Ури Шерки, следуя учению раввинов Авраама-Ицхака Кука и Иехуды-Леона Ашкенази (Маниту). После двух тысяч лет изгнания еврейский народ вернулся на свою Землю, Эрец Исраэль, и основал здесь национально-политический центр еврейской жизни, исполняя этим, в еврейском религиозном понимании, универсальную цель благословения, полученного Авраамом от Всевышнего: «И благословятся в тебе все племена земные» (Быт. 12:3).
Организация считает основание Государства Израиль историческим поворотным моментом, который также влияет на возможность распространения еврейского послания всему миру. Независимое Государство Израиль дает евреям возможность обращаться к другим народам как свободная нация, как равный среди равных, что трактуется как прямое исполнение пророчества Исайи: «ибо от Сиона выйдет закон, и слово Господне — из Иерусалима» (Ис. 2:3).
Позиция центра Брит Олам заключается в том, что для того, чтобы стать «сыном Ноя», необходимо признать еврейский народ и его Государство Израиль. В соответствии с этим подходом, человек должен принять на себя соблюдение Семи законов потомков Ноя:
1. Запрет идолопоклонства
2. Запрет инцеста и других запрещенных половых отношений
3. Запрет убийства
4. Запрет есть мясо от живого животного
5. Запрет богохульства
6. Запрет воровства
7. Обязанность установления справедливых судов — то есть правовой системы, которая обеспечит соблюдение этих заповедей и поддержание гражданского порядка

После заявления декларации о принятии 7 заповедей и признании Государства Израиль, «сын Ноя» может добавлять дополнительные заповеди, предварительно проконсультировавшись с раввином. Есть «сыновья Ноя», которые желают добавить благословения и молитвы в свою повседневную жизнь, есть те, кто хотят отмечать еврейские праздники, принимая их этическое содержание, а также учить части Торы или соблюдать ещё какие-то еврейские заповеди.

## Программы и инициативы
Центр Брит Олам стремится к официальному признанию статуса ноахидов Государством Израиль, публикует молитвенники, учебные пособия, а также готовит лидеров для руководства ноахидами по всему миру.
Организация получила официальное одобрение Главного раввината Израиля:

Мне было приятно услышать о важной деятельности вашей организации, которая стремится оказывать поддержку людям из народов мира, верующим в слово Всевышнего и взявшим на себя обязательство соблюдать семь заповедей Ноя. Эти семь заповедей составляют основу совершенствования человеческого общества, и я вижу, насколько мир готов к такому исправлению.— Давид Лау, главный раввин Израиля
Организация создала сайты на нескольких языках, включая учебные материалы для «бней Ноах» на каналах YouTube и Facebook, и проводит прямые трансляции уроков из Израиля по всему миру.
Организует учебные группы в Израиле с сочетанием ознакомительных экскурсий по Стране и учебных семинаров для лучшего понимания жизни еврейского народа. Также организуются семинары для ноахидов в разных странах с акцентом на сотрудничество с местными еврейскими организациями.
Центр Брит Олам формирует раввинские суды (Бейт-дин) для принятия новых членов: чтобы официально считаться ноахидом, кандидат должен принять соблюдение Семи Законов Ноя перед раввинским судом из трех евреев.

## Издания
- Авраам Левни. «Возвращение в Сион: Чудо для народов», изд. Эль Арци, Иерусалим[17].
- «Брит Шалом» (Союз мира) — книга Галахи, практическое применение еврейских религиозных законов для ноахидов[3][18].
- Сидур (молитвенник) «Брит Олам» (Союз вечный), написанный раввином Ури Шерки для бней Ноах, переведенный на многие языки[1][2][3][19].